# Dimítris Itoúdis
Dimítris Itoúdis (en grec moderne : Δημήτρης Ιτούδης), né le 8 septembre 1970 à Véria, en Grèce, est un entraîneur grec de basket-ball. 

## Carrière
Itoúdis est l'adjoint de l'entraîneur Željko Obradović au Panathinaïkos entre 1999 et 2012. Pendant cette période, il gagne l'Euroligue à 5 reprises, le championnat de Grèce 11 fois et la coupe de Grèce 7 fois.
En mars 2022, Itoúdis est nommé entraîneur de l'équipe de Grèce. Avec la sélection, il est quart de finaliste de l'EuroBasket 2022 puis quinzième de la Coupe du monde 2023.
En juin 2022, Itoúdis annonce son départ du CSKA Moscou. Il rejoint le club stambouliote du Fenerbahçe peu après et y signe un contrat de trois ans.
Il est démis de son poste de sélectionneur de la Grèce en septembre 2023, la Fédération grecque considérant qu'Itoúdis ne pouvait pas cumuler les postes de sélectionneur et d'entraîneur de club dans une perspective de qualification du pays pour les Jeux olympiques de 2024. Trois mois plus tard, la direction de Fenerbahçe décide de le remplacer à la tête de son équipe alors que celle-ci est en douzième position du classement provisoire de la saison régulière de l'Euroligue. Il est remplacé par Šarūnas Jasikevičius.

## Palmarès
- VTB United League 2015, 2016, 2017, 2018, 2019, 2021
- Vainqueur de l'Euroligue 2015-2016 et 2018-2019 avec le CSKA Moscou
- Entraîneur de l'année de l'Euroligue (en) 2016, 2019
- Entraîneur de l'année de la VTB United League 2015, 2017
- 11 fois champion de Grèce avec le Panathinaïkos (comme adjoint) : 2000, 2001, 2003, 2004, 2005, 2006, 2007, 2008, 2009, 2010 et 2011[1]
- 7 fois vainqueur de la coupe de Grèce avec le Panathinaïkos (comme adjoint) : 2003, 2005, 2006, 2007, 2008, 2009 et 2012[1]
- 5 fois vainqueur de l'Euroligue avec le Panathinaïkos (comme adjoint) : 2000, 2002, 2007, 2009 et 2011[1]